# Marieke van Doorninck
Marieke van Doorninck (Eindhoven, 13 februari 1966) is een Nederlandse bestuurster en GroenLinks-politica. 

## Biografie

### Maatschappelijke loopbaan
Van Doorninck ging naar het atheneum aan het Lorentz Lyceum in Eindhoven en studeerde daarna tot 1992 geschiedenis aan de Universiteit van Amsterdam. Van 1992 tot 1993 werkte zij bij de Agnietenkapel waar zij onderzoek verrichtte ten behoeve van de tentoonstelling De geschoolde stad. Van 1993 tot 1994 deed zij onderzoek naar de geschiedenis van de prostitutie in Nederland ten behoeve van een andere tentoonstelling.
Van 1994 tot 2005 was Van Doorninck werkzaam als beleidsmedewerker en persvoorlichter bij de Mr A. de Graaf Stichting, Instituut voor Prostitutievraagstukken en van 1996 tot 1997 verzorgde zij de organisatie van de tentoonstelling In het leven. Vier eeuwen prostitutie in Nederland in het Historisch Museum Apeldoorn. Van 2004 tot 2005 was zij coördinator van de Europese Conferentie over Sekswerk, Mensenrechten, Arbeid en Migratie in Brussel.
Van 2005 tot 2015 was Van Doorninck adviseur Public Affairs bij La Strada International, een ngo op het gebied van mensenhandel. Van 2015 tot 2016 was zij werkzaam bij Oxfam Novib en van 2017 tot 2018 bij het Stichting A.S.K.V./Steunpunt Vluchtelingen in Amsterdam en tot 2018 duovoorzitter van Mama Cash. 

### Politieke loopbaan
Van 2004 tot 2006 was Van Doorninck lid van het federatiebestuur van GroenLinks Amsterdam en van 2007 tot 2010 bestuurslid van het Feministisch Netwerk van GroenLinks. Van 2006 tot 2014 was Van Doorninck gemeenteraadslid en vanaf 2009 GroenLinks-fractievoorzitter  van Amsterdam. Daarnaast was zij onder andere woordvoerder Ruimtelijke ordening, Zorg en Algemene Zaken. Vanaf mei 2018 was zij wethouder van Amsterdam met in haar portefeuille Ruimtelijke Ontwikkeling en Duurzaamheid. Op 1 juni 2022 nam zij afscheid als wethouder van Amsterdam.